# 부호규약
물리학에서 부호규약(영어: sign convention)은 임의적으로 부호를 선택할 수 있는 경우에, 부호를 선택하여 물리적인 의미를 부여하는 것이다. 여기서 "임의적"이란 부호가 정해진 어느 물리적인 체계에서 그 부호를 서로 바꿔 선택하더라도 여전히 일관적으로 그 체계를 선택할 수 있는 것을 말한다. 이런 부호의 선택은 저자마다 다를 수 있다. 이러한 특징 때문에 책이나 문서 등에 이러한 부호규약을 명확히 나타내지 않으면 독자로 하여금 혼란이나 오해를 심어줄 수 있고, 심지어 연구에서도 명백한 오류를 일으킬 수 있다. 수직선에서 양수의 방향(오른쪽)와 음수의 방향(왼쪽)을 정하는 것 역시 하나의 부호규약이라고 볼 수 있다.

## 좌표계

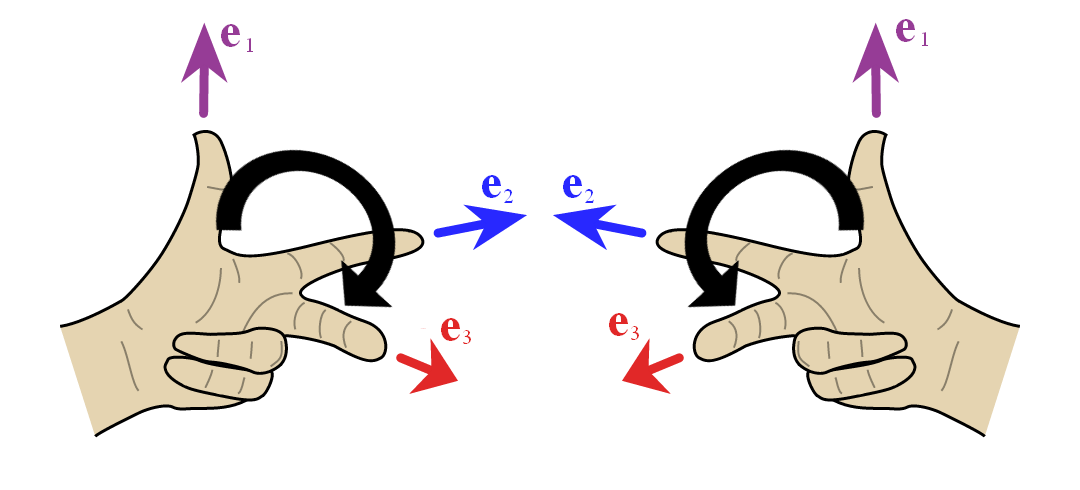
왼손잡이 좌표계와 오른손잡이 좌표계

3차원 공간의 좌표계를 정할 때 좌표계를 정할 수 있는 방식은 두 가지가 있다. 하나는 주로 물리학에서 쓰이는 오른손잡이 좌표계로, 오른손 법칙을 따르는 좌표계이다. 다른 하나는 왼손잡이 좌표계로 오른손 좌표계의 3번째 기저가 반대로 되어 있는 좌표계이다. 왼손 좌표계는 오른손 법칙을 따르지 않는다.

## 상대성이론

### 메트릭 부호수
일반 상대성이론에서 4차원 시공간의 메트릭 부호수는 (+,−,−,−) 또는 (−,+,+,+)으로 정하는 경우가 많다. (이 문서에서 메트릭을 표현할 때 시간을 0차원으로 하고, 공간을 1차원 이상으로 본다. 즉, (+,−,−,−)에서 첫번째 요소는 시간을, 나머지 요소는 공간을 의미한다.) 고차원 상대론 이론에서도 유사하게 규약을 사용한다. 즉, (+,−,−,−,...) 또는 (−,+,+,+,...)이다.
| 메트릭 부호수                 | (+,−,−,−)                                                                        | (−,+,+,+)                                                                      |
| ----------------------------- | -------------------------------------------------------------------------------- | ------------------------------------------------------------------------------ |
| 시공간 간격규약               | 시간꼴(timelike)                                                                 | 공간꼴(spacelike)                                                              |
| 주로 사용하는 분야            | 입자물리학, 일반 상대성이론                                                      | 일반 상대성이론                                                                |
| 대응하는 메트릭 텐서          | {\textstyle {\begin{pmatrix}1&0&0&0\\0&-1&0&0\\0&0&-1&0\\0&0&0&-1\end{pmatrix}}} | {\textstyle {\begin{pmatrix}-1&0&0&0\\0&1&0&0\\0&0&1&0\\0&0&0&1\end{pmatrix}}} |
| 질량과 4차원 운동량 간의 관계 | {\textstyle m^{2}=p^{\mu }p_{\mu }}                                              | {\textstyle m^{2}=-p^{\mu }p_{\mu }}                                           |

대표적으로 (+,−,−,−)는 란다우-립시츠의 이론물리학 교과서 시리즈인 Курс теоретической физики(en:Course of Theorical Physics)에서 사용되었고, (-,+,+,+)는 찰스 W. 미스너, 킵 S. 손, 존 아치볼드 휠러의 공저인《Gravitation》에서 사용되었다.

### 곡률
리치 텐서는 리만 텐서의 수축으로 정의된다. 일부는 리치텐서의 성분을 축약형으로 {\displaystyle R_{ab}\,=R^{c}{}_{acb}}를 사용하지만, 어떤 사람들은 반전된 형태로 {\displaystyle R_{ab}\,=R^{c}{}_{abc}}를 사용한다. 리만 텐서의 대칭성으로 인해 이 두 정의는 부호가 다르다.
사실, 리치 텐서의 두 번째 정의는 다음과 같다. {\displaystyle R_{ab}\,={R_{acb}}^{c}} . 리치 텐서의 부호는 바뀌지 않았는데, 두 부호 규약이 리만 텐서의 부호와 관련되기 때문이다. 두 번째 정의는 부호를 보상할 뿐이며, 리만 텐서의 두 번째 정의와 함께 작동한다(Barrett O'Neill의 Semi-riemannian geometry 참조).

## 기하광학

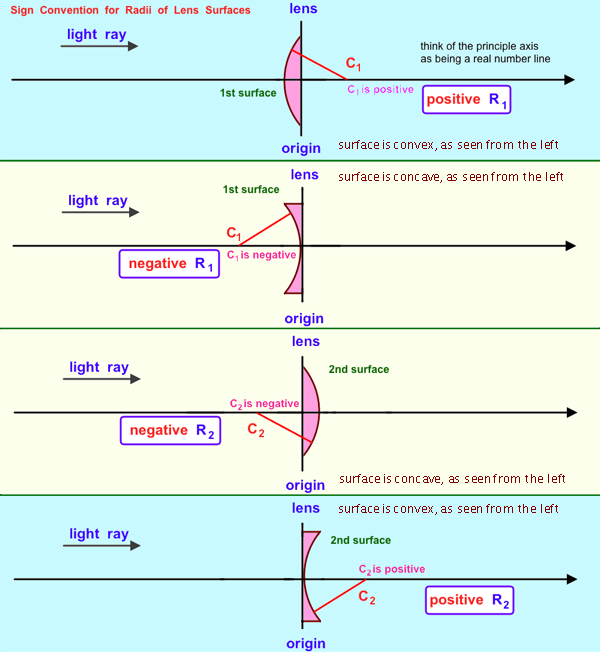
왼쪽을 중심으로 곡률반경에 대한 부호규약을 설명한 그림

기하광학에서 광선의 진행방향에 따라서 부호를 결정할 수 있다. 구면 렌즈나 구면 거울의 곡률에 대해 부호규약을 정할 수 있다. 다음은 부호규약의 한 예시이다.
| 부호                                         | 양수                       | 음수                       |
| -------------------------------------------- | -------------------------- | -------------------------- |
| {\displaystyle s_{o}}, {\displaystyle f_{o}} | {\displaystyle V}의 왼쪽   | {\displaystyle V}의 오른쪽 |
| {\displaystyle s_{i}}, {\displaystyle f_{i}} | {\displaystyle V}의 오른쪽 | {\displaystyle V}의 왼쪽   |
| {\displaystyle R}                            | 원의 중심이 V의 왼쪽       | 원의 중심이 V의 오른쪽     |
| {\displaystyle y_{o}}, {\displaystyle y_{i}} | 광축보다 위                | 광축보다 아래              |
| {\displaystyle f}                            | 오목거울                   | 볼록거울                   |

여기서 모든 빛은 왼쪽에서 오른쪽으로 나아간다고 가정하며, {\displaystyle V}는 광학계(렌즈와 거울)와 광축이 만나는 점을 의미한다. {\displaystyle s_{o}}와 {\displaystyle s_{i}}는 각각 물체와 상이 점 {\displaystyle V}로부터 떨어진 거리이고, {\displaystyle f}는 거울의 초점거리, {\displaystyle f_{o}}와 {\displaystyle f_{i}}는 각각 렌즈에서의 물체 쪽과 상 쪽의 초점거리이다. {\displaystyle R}는 구면렌즈나 구면거울의 곡률반경이고, {\displaystyle y_{o}}와 {\displaystyle y_{i}}는 각각 물체와 상의 광축에 대한 높이이다.
이 부호규약을 통해 주어지는 렌즈 제작자 공식과 렌즈의 공식은 다음과 같다.
{\displaystyle {\frac {1}{s_{o}}}+{\frac {1}{s_{i}}}=(n_{i}-1)\left({\frac {1}{R_{1}}}-{\frac {1}{R_{2}}}\right)} (렌즈 제작자 공식)
{\displaystyle {\frac {1}{s_{o}}}+{\frac {1}{s_{i}}}={\frac {1}{f}}} (렌즈의 공식)

## 다른 분야의 부호규약
- 기준계에서의 시간과 고유시간에서의 부호 선택: 통상적으로 미래의 경우 +, 과거의 경우 -를 사용한다.
- 디랙 방정식에서 {\displaystyle \pm }의 결정.
- 고전 전기역학과 게이지 이론에서 전하의 부호, 전기장 세기 텐서 {\displaystyle \,F_{ab}}.
- 양의 주파수 파동의 시간 의존성(예: 파동 방정식 참조 ):
  - {\displaystyle \,e^{-i\omega t}} (주로 물리학에서 사용)
  - {\displaystyle \,e^{+j\omega t}} (주로 공학에서 사용함)
- 유전율의 허수부에 대한 부호(사실 시간 의존성에 대한 부호 선택에 따라 결정됨).
- 열역학 제1법칙에서의 일의 표시.
- 공변 메트릭 텐서의 행렬식 가중치와 같은 텐서 밀도 가중치의 부호.
- 전기 공학에서의 전류, 전압 및 전력의 능동 및 수동 부호규약.

## 관련문서
- 대칭(물리)
- 게이지 이론